# Ряшкина, Надежда Валентиновна
Надежда Валентиновна Ряшкина (род. 22 января 1967, Сокол, Вологодская область) — советская и российская легкоатлетка (спортивная ходьба), чемпионка СССР и России, рекордсменка мира, обладательница Кубка Европы, победительница Игр доброй воли, Заслуженный мастер спорта России (1998).

## Биография
В детстве увлекалась лыжным спортом и лёгкой атлетикой. В 1984 году поступила на факультет физической культуры Вологодского педагогического института. Там стала бегать на средние дистанции под руководством В. Н. Некрасова. Однако вскоре тренер посоветовал ей заняться спортивной ходьбой. Ряшкина переехала в Череповец, где её стал тренировать Василий Павлович Поляков. В 1988 году она стала чемпионкой РСФСР на дистанции 10 км и чемпионкой СССР на дистанции 20 км, завоевала серебряную медаль на мемориале братьев Знаменских.
После Игр доброй воли 1990 года в Сиэтле, где победила с мировым рекордом на дистанции 10 000 метров, сделала перерыв, связанный с рождением дочери. Вскоре вернулась в спорт и в 1997 году вновь стала показывать результаты мирового уровня. Активно готовилась к Олимпийским играм 2000 года в Сиднее, но не попала в состав сборной команды.

## Спортивные результаты
- Чемпионат СССР по лёгкой атлетике 1988 года (20 км) — ;
- Чемпионат СССР по лёгкой атлетике 1989 года — ;
- Чемпионат России по лёгкой атлетике 1997 года (10 км) — ;
- Чемпионат России по лёгкой атлетике 1998 года (10 км) — ;
- Зимний чемпионат России по спортивной ходьбе 1999 года (20 км) — ;
- Чемпионат России по спортивной ходьбе 1999 года (20 км) — ;
- Зимний чемпионат России по спортивной ходьбе 2000 года (20 км) — ;

### Рекорды
- Ходьба 10 000 м (Сиэтл, Игры доброй воли, 24 июля 1990) — 41.56,23 (WR; превзойдён в 2024 году Эльвирой Чепарёвой)[2];
- Ходьба 20 км (Адлер, зимний чемпионат России по спортивной ходьбе, 7 февраля 1999) — 1:27.30 (=WR)[2].